# Аксёново (Бежаницкий район)
Аксёново — деревня на юго-западе Бежаницкого района Псковской области. Входит в состав сельского поселения Кудеверская волость.
Расположена на Бежаницкой возвышенности, на берегу озера Алё, в 10 км к северо-востоку от волостного центра Кудеверь и в 30 км к юго-западу от райцентра Бежаницы.
Численность населения деревни составляет 144 жителей (2000 год).